# 萨克塞瓦曼
萨克塞瓦曼（西班牙語：Sacsayhuamán，奇楚瓦語：Saksaq Waman，另外亦中譯成薩克薩瓦曼），是一座印加的石墙建筑，離秘魯古城库斯科約2公里，海拔为3701米。和其他印加石头建筑一样，如何建成依旧是谜。很多石头中间连一张纸都难以插入。这种精确度，以及石灰石块的圆角、石块连接形状的多样性以及墙体向内倾斜，使遗址的局部在库斯科毁灭性地震中得以幸存。現時，萨克塞瓦曼成為旅遊及秘魯節慶的重要地點。

## 地理環境
薩克塞瓦曼位於秘魯庫斯科以西約兩公里，當地只有兩個明顯區分的季節：11月至3月為雨季，平均氣溫為攝氏12度；4月至10月為旱季，晚天寒冷，白天的平均氣溫為攝氏9度。與庫斯科市的交通，車行約十分鐘到達，步行約二十五分鐘到達。

## 興修沿革

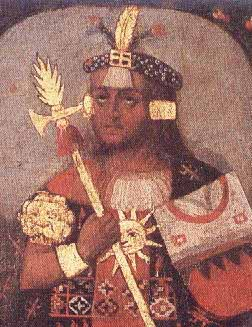
開始興修薩克塞瓦曼堡壘的印加王帕查庫特克

薩克塞瓦曼原是古代阿亞爾馬卡人的集落，除了一些並不顯眼的建築外，周圍還遍佈沼澤及燈心草。到印加王帕查庫特克擊退昌卡人後，便開始在此處修築碉堡，以貯存武器、衣物、珠寶、金、銀等物件。
到帕查庫特克之子圖帕克·印卡·尤潘基在位，動用了大批勞動人力，致力興建薩克塞曼華。另外，秘魯史家瑪麗亞·羅斯托沃斯基指出，薩克塞瓦曼正正是圖帕克·印卡·尤潘基時開始興建，並由後繼的君主繼續進行工程。如瓦伊納·卡帕克時，就在北部增建堡壘，以慶祝自己取得的軍事勝利。

## 修築規模

### 施工情況

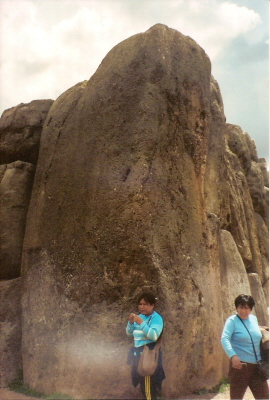
薩克塞瓦曼的巨石

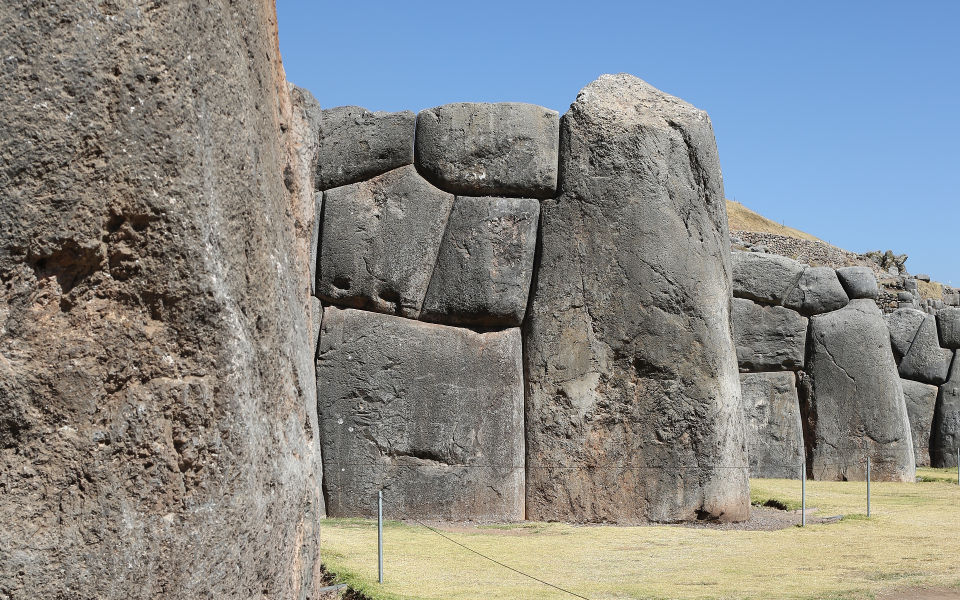
石头墙壁

整個薩克塞瓦曼工程約興修於帕查庫特克（約1438年至1471年）、圖帕克·印卡·尤潘基（約1471年至1493年）及瓦伊納·卡帕克（約1493年至1527年）三代君主時，估計動用了二萬人（另有說法用動用了三萬人）：約四千人負責在礦石場切割出大型石塊磚塊，最大塊的高約5米；六千人負責用滾筒將磚磈拖到施工場地，最重的可逾300噸；施工地點跟礦石場距離約20公里（據《印卡王室述評》所說，石料的最近來源是穆伊納，克丘亞語為Muina）；另外一萬人再將之裝嵌到適當位置。

### 精密的裝嵌技巧

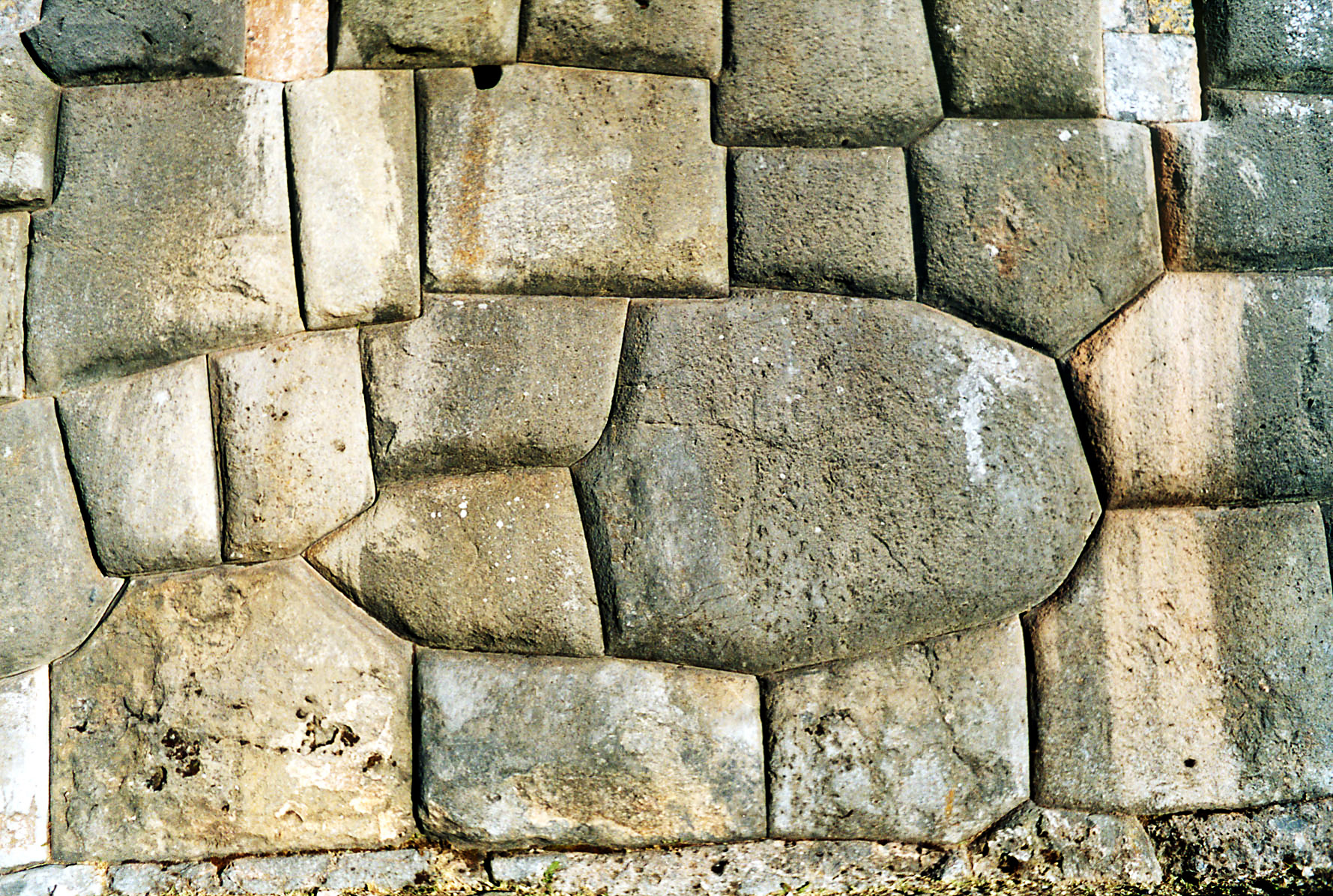
薩克塞瓦曼的細緻情況，當中可見石與石之間緊密相接。

在16世紀，西班牙人看到薩克塞瓦曼堡壘時，由於巨石與巨石之間幾乎是天衣無縫，便不得不對印加人的裝嵌技術大感詫異。神父庞塞·德阿科斯塔（José de Acosta）形容了巨石裝嵌的情形：「这些工程规模非常之大，更令人吃惊的是，他们不使用灰浆，也没有铁製或钢制工具来切割和打磨石料，更没有机械和工具来远载石料。尽管如此，石料却打磨得如此平整精细，许多地方连石块之间的接缝也看不出来。……而更為令人驚嘆不已的是，我講的這道牆上的石塊雖然切割的很不規則，大小不一，形狀各異，堆砌時也沒有使用灰漿，但相互之間接合得非常嚴密，真可謂天衣無縫。在完成這項工程時必然動用了大量人力，而且極為辛苦，因為多數石塊大小不一，表面也不平坦光滑，要使一塊巨石同另一塊嚴絲合縫地緊密相接，非經多次試驗調整不可。」

## 實際用途
據學者瑪麗亞·羅斯托沃斯基的考證，薩克塞瓦曼堡壘，實質上並沒有作為軍事要塞的用途。理由在於，它興修於印加帝國崛起擴張的時期，國都庫斯科並無受襲之虞。即使昌卡人曾進攻庫斯科及被擊退（發生於帕查庫特克即位之前），亦與堡壘無關，因為當時尚未修築。
所以，薩克塞瓦曼堡壘或許用以紀念印加帝國的軍事勝利，以及在某些儀式中進行模擬戰爭。如圖帕克·印卡·尤潘基有一次戰勝凱旋，印加人在薩克塞華曼舉行模擬戰爭的儀式，王子瓦伊納·卡帕克亦參與扮演，以供統治貴族及平民觀賞。

## 現況

### 印加沒落後的殘破
印加帝國被西班牙征服後，薩克塞瓦曼的巨型石磚被移去，用於其他建設，尤其在1940年代，由於當地政府鼓勵進行新建設，對薩克塞瓦曼造成甚為嚴重的破壞。到目前，只能看到原址的五分之一。

### 重現古代慶典及觀光旅遊

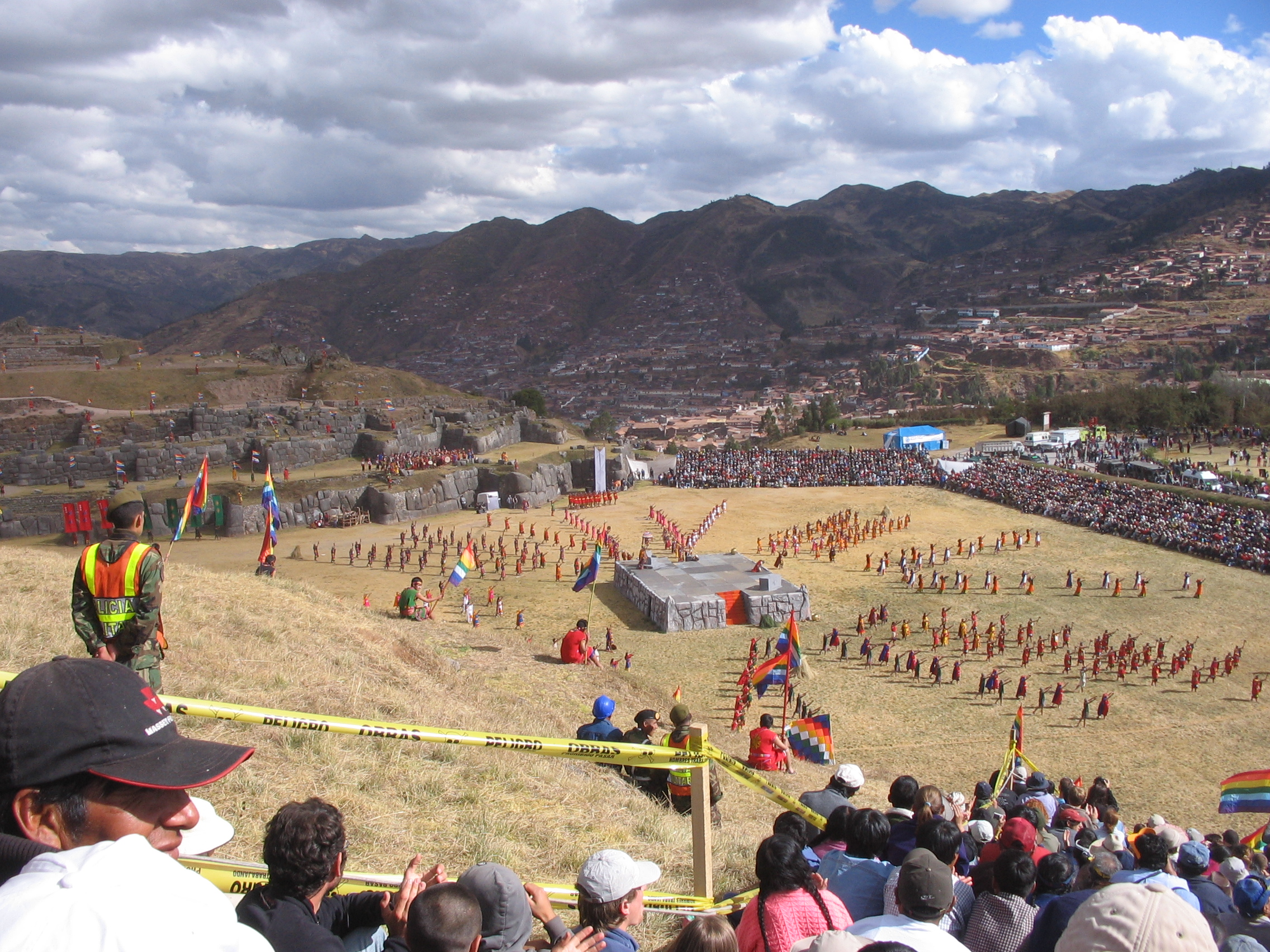
古印加慶典因蒂·拉伊米的重現

現時，當地人會按照印加帝國的傳統習俗，重現古時節日慶典的盛況。其中較為重要的，是每年6月24日舉行的「因蒂·拉伊米」（或稱「因蒂普·拉伊米」）慶典，以重現昔日印加人祭祀太陽神的情形。另外，還會舉行稱為「瓦拉庫」（Huaracu）的成人禮。此項典禮原是古代印加王考察王子的典禮，現時則由庫斯科的中小學生參與表演。
此外，庫斯科有不少旅遊社提供薩克塞瓦曼遺址的旅遊團服務。